# Wolfgang Staudenmaier
Wolfgang Staudenmaier (* 16. November 1948 in Eberbach) ist ein deutscher Koch.

## Werdegang
Nach der Ausbildung ging Staudenmaier in die Schweiz und dann ins Hotel Atlantic in Hamburg. Nach weiteren Stationen in der Schweiz wechselte er 1977 als Chefsaucier zum Tantris zu Eckart Witzigmann in München.
1978 wurde er Küchenchef im Restaurant Schwarzwaldstube im Hotel Traube Tonbach in Baiersbronn, das mit zwei Michelinsternen ausgezeichnet wurde. 1980 wechselte er zu Geitlingers Restaurant in Homburg, das einen Michelin-Stern erhielt.
Ab 1987 war er Küchenchef des Restaurants Da Gianni in Mannheim, das über zehn Jahre lang mit zwei Michelinsternen ausgezeichnet wurde. Im November 2011 ging er in den Ruhestand.

## Auszeichnungen (Auswahl)
- Zwei Sterne im Guide Michelin für das Restaurant Schwarzwaldstube
- Zwei Sterne im Guide Michelin für das Restaurant Da Gianni

## Publikationen
- Da Gianni – Sternenzauber mediterraner Küche; Mannheim: Waldkirch, 2007